# Perigordino
Il perigordino (dalla regione francese del Périgord) è una danza di origine francese in movimento molto vivace e in tempo di 6/8, apparsa nel XVIII secolo.
Verdi la utilizzò nel primo atto del Rigoletto.
Paganini la utilizza nella sonata 17 per chitarra.
In Italia è presente nel repertorio delle Quattro province solo come brano musicale, essendo andato perduto l'aspetto coreutico.
Sembra che il passaggio dell'esercito napoleonico nell'Italia settentrionale abbia lasciato una traccia delle musiche che venivano suonate per l'apertura della sua marcia con pifferi e tamburi, sia nella melodia che nel nome della danza.

## Discografia
- 2002: Stefano Faravelli/Franco Guglielmetti - Antiquae: danze delle 4 Province—Spazio libero
- 2003: Enerbia - Così lontano l'azzurro—EDT
- 2005: Tre Martelli - "Tra Cel e Tèra"—Felmay